# Rozhdestvenskiy (cráter)

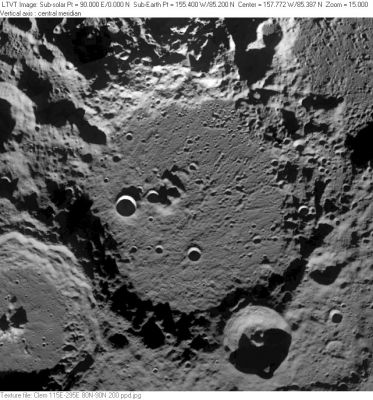
Fotografía de la misión Clementine (1994)

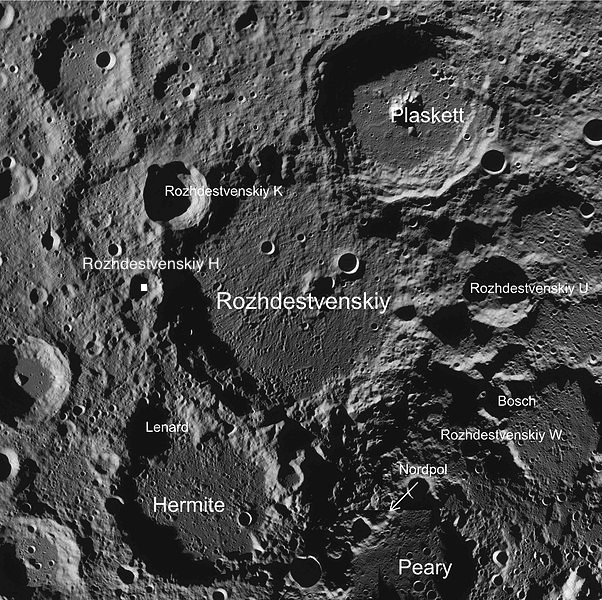
Entorno de Rozhdestvensky

Rozhdestvenskiy es un gran cráter de impacto situado en la cara oculta de la Luna, a menos de un diámetro de distancia del polo norte del satélite. Yace intercalado entre Hermite y Plaskett, que invade ligeramente el borde de Rozhdestvenskiy en su sector oeste-suroeste. Justo en el lado opuesto del polo se halla el cráter Peary.
Esta formación es un gran cráter con la configuración conocida como llanura amurallada. El borde exterior está fuertemente erosionado y desfigurado, con un aspecto algo polígonoal. El cráter relativamente reciente Rozhdestvenskiy K recubre el exterior del borde al sur, y hacia el noroeste se sitúa una cadena corta de cráteres que forman un valle que penetra en el brocal.
|  |

El suelo interior del cráter es relativamente llano, con un pico central situado al oeste del punto medio. Justo al oeste de este pico aparece una pareja de pequeños cráteres sobre la plataforma interior. Posee un pequeño cráter al sur del punto medio, y su superficie está marcada por muchos cráteres diminutos.

## Cráteres satélite
Por convención estos elementos son identificados en los mapas lunares poniendo la letra en el lado del punto medio del cráter que está más cerca de Rozhdestvenskiy.
|                 | \| Rozhdestvenskiy \| Coordenadas \| Diámetro \| \| --------------- \| ------------------------------- \| -------- \| \| H \| 83°36′N 131°00′O / 83.6, -131.0 \| 21 km \| \| K \| 82°42′N 144°36′O / 82.7, -144.6 \| 42 km \| \| U \| 85°18′N 151°54′E / 85.3, 151.9 \| 44 km \| \| W \| 84°48′N 137°12′E / 84.8, 137.2 \| 75 km \| |          |
| Rozhdestvenskiy | Coordenadas | Diámetro |
| H               | 83°36′N 131°00′O / 83.6, -131.0 | 21 km    |
| K               | 82°42′N 144°36′O / 82.7, -144.6 | 42 km    |
| U               | 85°18′N 151°54′E / 85.3, 151.9 | 44 km    |
| W               | 84°48′N 137°12′E / 84.8, 137.2 | 75 km    |

## Referencias

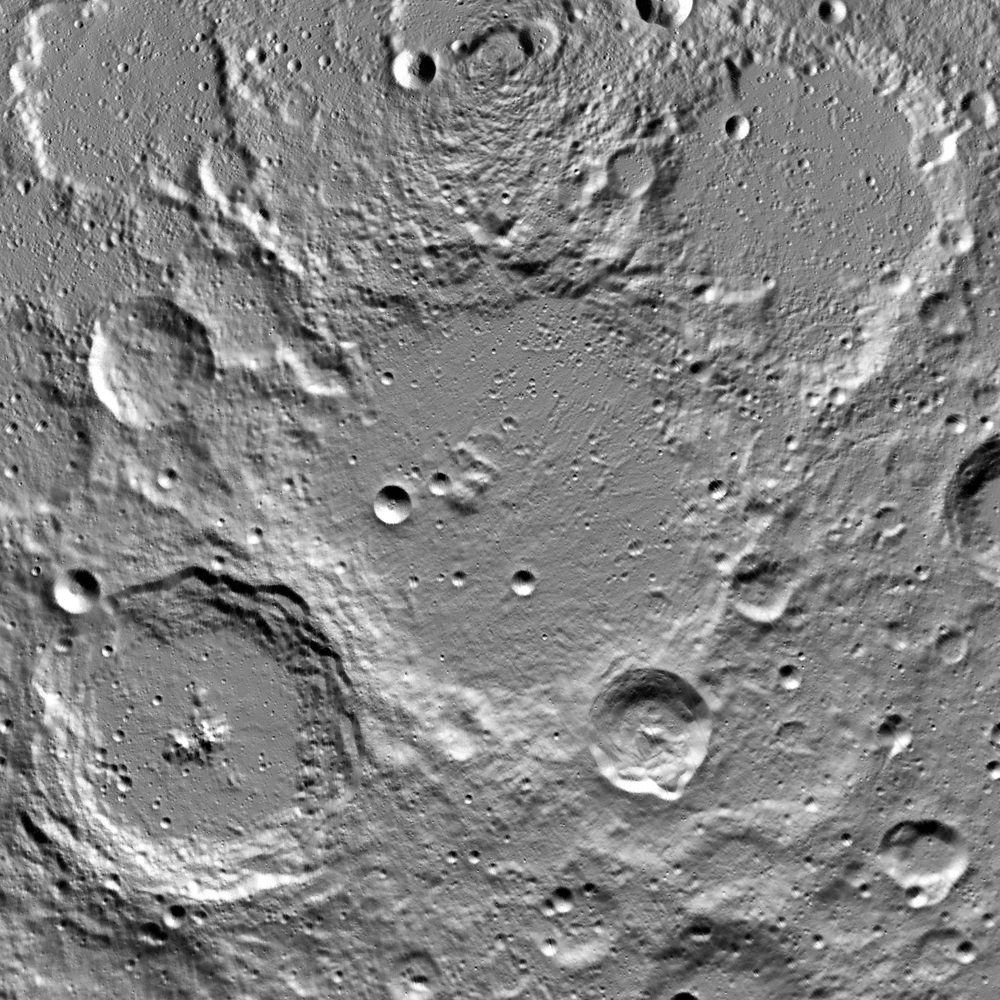
Mapa popográfico de Rozhdestvenskiy (centro), con Plaskett abajo a la izquierda y Hermite arriba a la derecha (imagen LIDAR LRO)